# Andrea Vaccaro
Andrea Vaccaro (Napoli, 8 maggio 1604 – Napoli, 18 gennaio 1670) è stato un pittore barocco italiano, tra i maggiori esponenti della pittura napoletana del Seicento.

## Biografia e stile

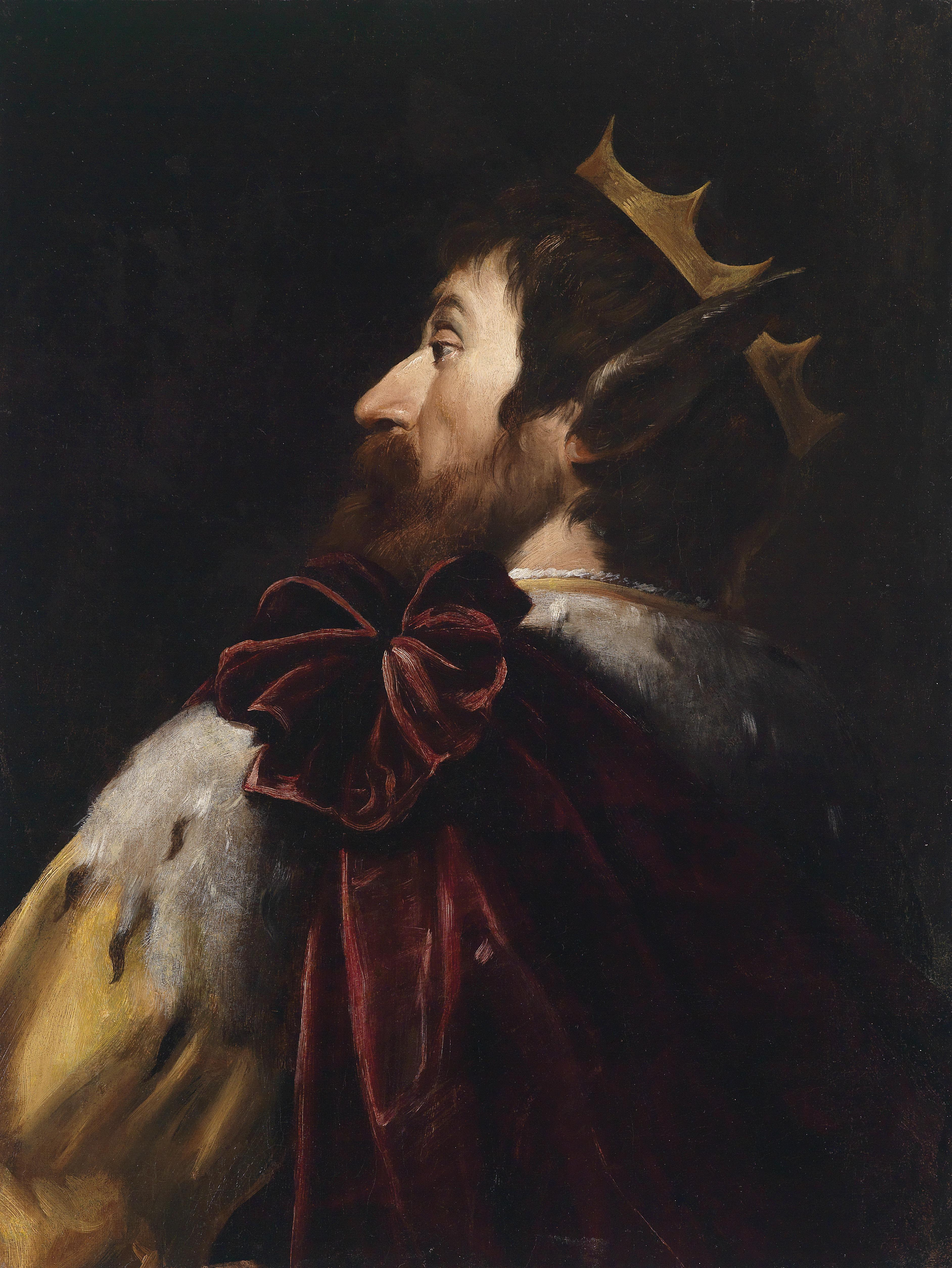
Re Mida, Vienna, Dorotheum

Nacque a Napoli nel 1604, da Pietro e da Giovanna di Clauso. Studiò presso il Collegio dei Gesuiti, fino a quando passando nel Sedile di Nilo, dove il rinomato artista Belisario Corenzio dipingeva l'entrata a Napoli di Carlo V, si fermò a guardarlo restando invaghito dell'arte della pittura. Andò quindi a studiarla presso Francesco Imperato.
In questo tempo capitò a Napoli il Caravaggio, che il giovane artista cominciò a imitare.
Seguendo la corrente artistica del pittore milanese dipinse il quadro, che si osserva nell'altare maggiore della chiesa della Santissima Trinità degli Spagnoli.
Cominciò successivamente a studiare le opere di Guido Reni.
Tra le sue opere vi sono: il San Benedetto a San Potito, due grandi quadri in due cappelle della Sanità, uno raffigurante lo Sponsalizio di santa Caterina Alessandrina, e l'altro il Nostro Signore che appare a santa Caterina da Siena.
Vi sono poi la Crocifissione del Signore a San Tommaso d'Aquino e numerosi altri dipinti.
Meritano una menzione i dipinti che possedeva il duca Giordani, che nel 1728 donò al viceré di quel tempo, il conte di Harrach, il quale come preziosi gioielli li spedi a Vienna.

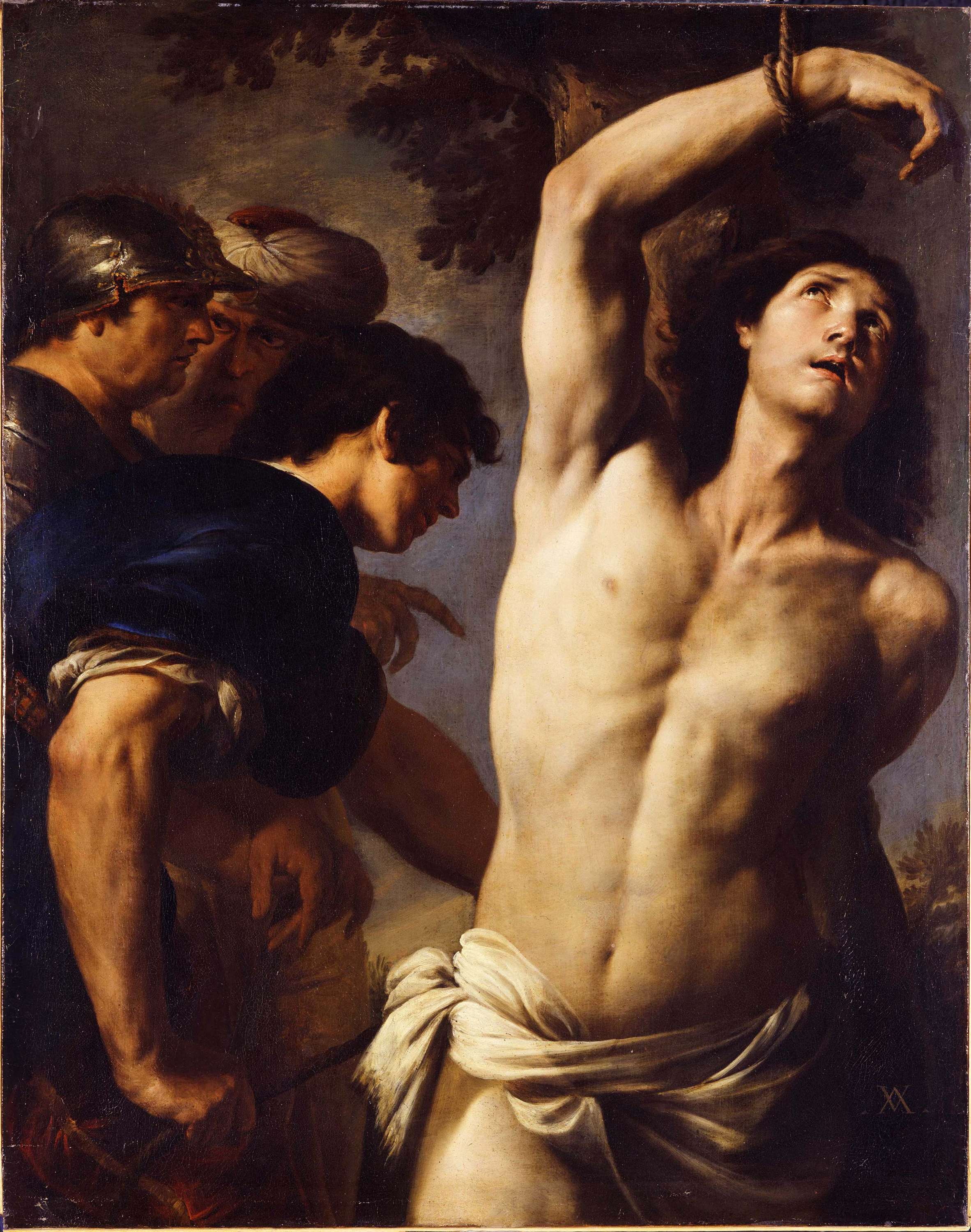
Martirio di san Sebastiano

Un dipinto molto pregiato è quello della SS. Triade, fatta nel 1660, che per ordine del conte di Pigneranda, e con l'approvazione del Cortona e di altri pittori, venne situata nell'altare maggiore della rurale chiesa di santa Maria del Pianto.
Di particolare importanza è la fondazione nel 1666 nel Collegio dei Gesuiti del Salvadore della Congregazione di San Luca, della quale divenne rettore e maestro. In essa si insegnavano le proporzioni delle parti del corpo umano, l'anatomia, la storia, la mitologia, i diversi costumi, l'ottica, la prospettiva, e altro. Quando morì, il 18 gennaio 1670, gli successe il pittore Francesco Di Maria, allievo del Domenichino.
Fu il padre del pittore Nicola Vaccaro (1640-1709). Nelle sue opere si ispira al naturalismo di Caravaggio reinterpretandolo in chiave classicistica. Assimila diverse scuole di pittura e le principali caratteristiche delle sue opere sono la regolarità delle forme, l'uso di tonalità di colore chiare che sfumano nel fondo e l'assenza quasi totale di espressioni e atteggiamenti violenti nelle figure dipinte.

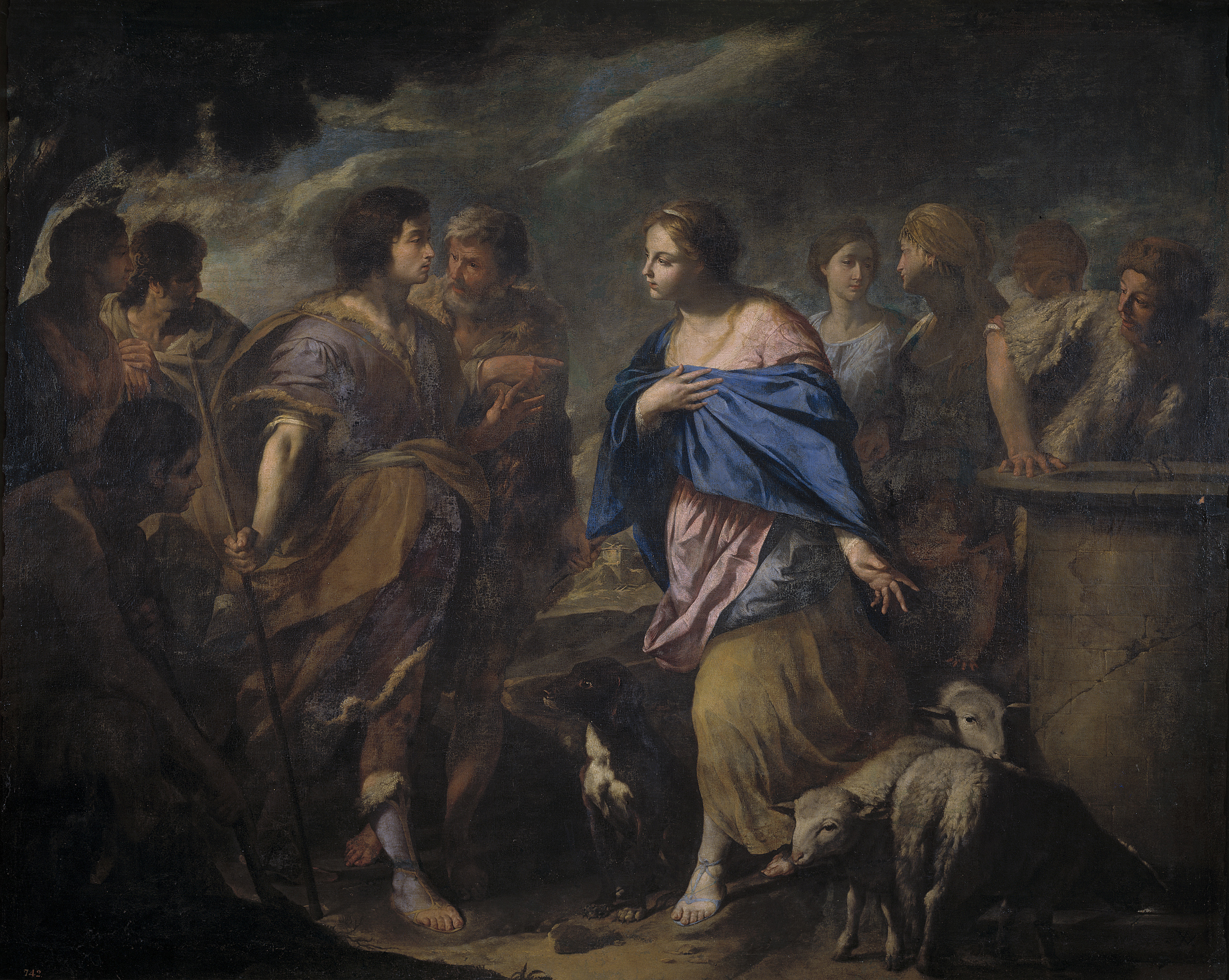
Incontro di Isacco e Rebecca, Madrid, Museo del Prado

Importante nella sua vita fu l'incontro con Bernardo Cavallino, con cui Vaccaro stabilì un rapporto di amicizia. Tra il 1630 e il 1660 per le sue opere si ispirò molto al pittore Anton Van Dyck.
Andrea Vaccaro lavorò principalmente su commissione ecclesiastica: il suo modo di dipingere santi e martiri in atteggiamenti di particolare devozione ed espressività lo rese infatti uno degli artisti più richiesti dalla Chiesa durante il periodo della controriforma.
Fu consuocero di un altro pittore attivo in Napoli all'epoca, il lucano Gian Giacomo Manecchia, per avere la di lui figlia Annamaria sposato suo figlio Nicola.

## Opere (elenco non esaustivo)

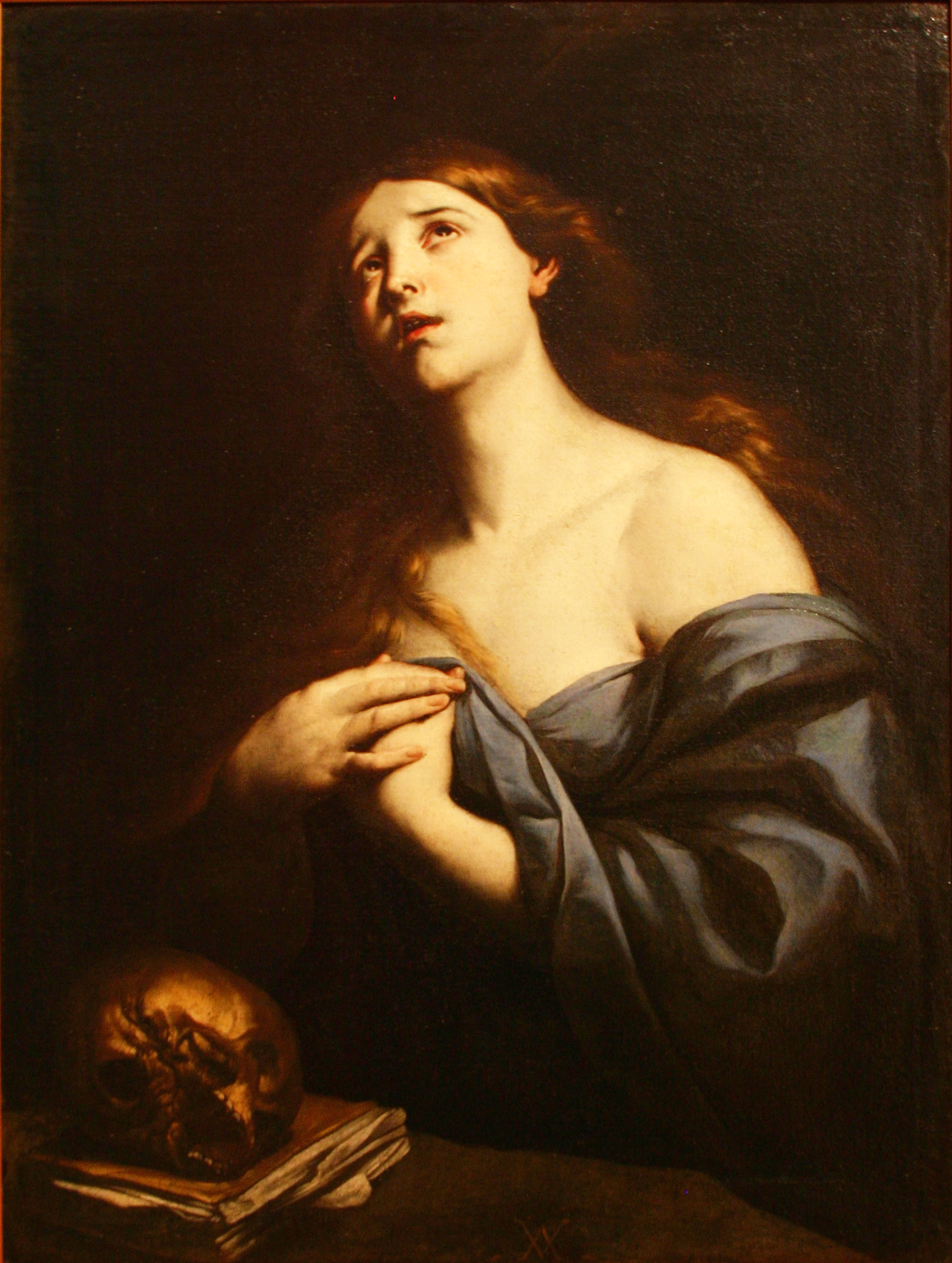
Maddalena penitente, Palazzo Abatellis, Palermo

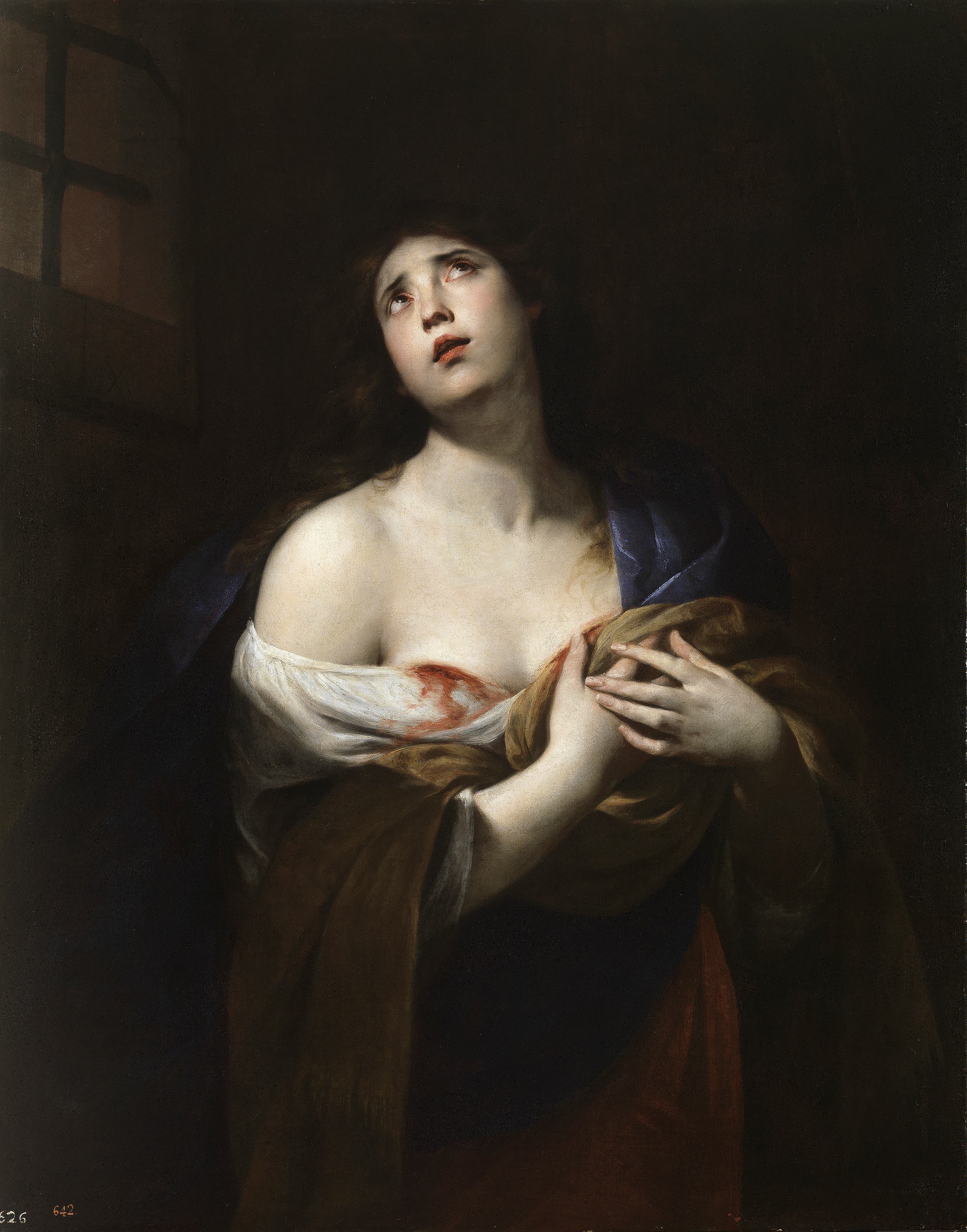
Sant'Agata, Museo del Prado, Madrid

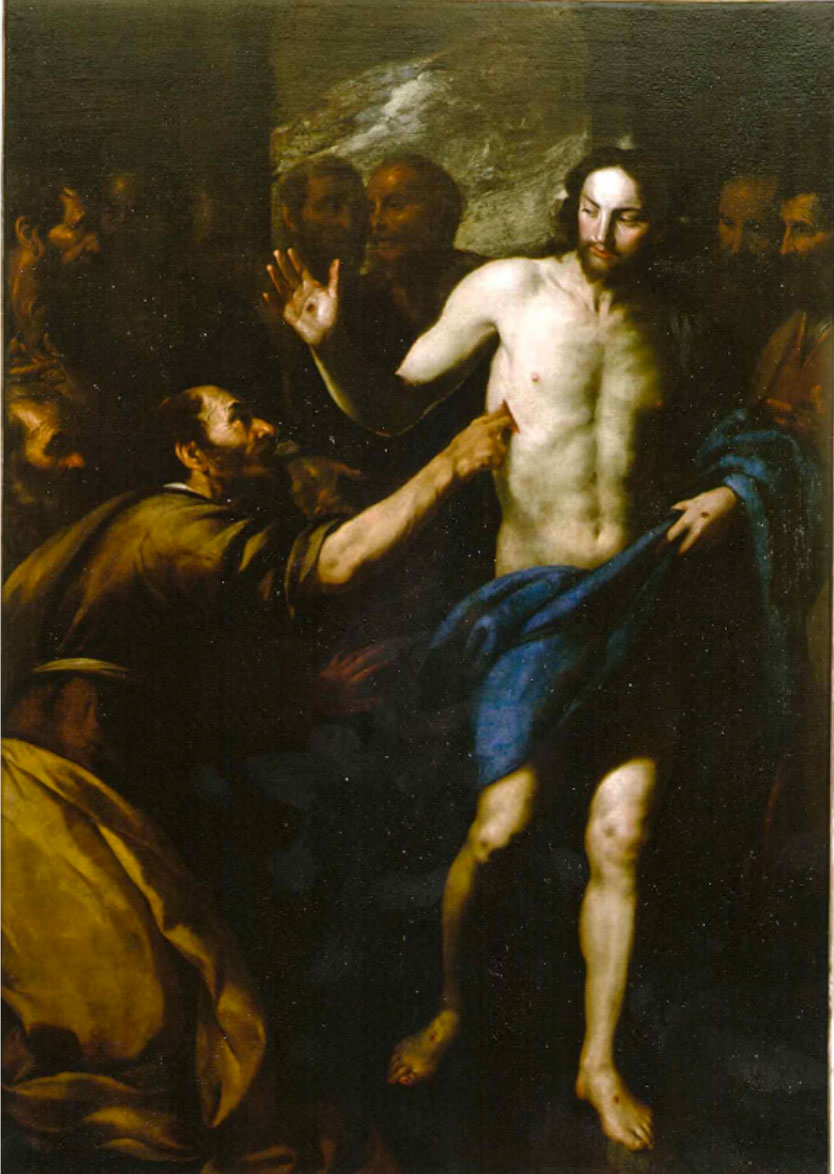
Incredulità di San Tommaso, collezione privata

- Immacolata Concezione, Chiesa Madre di San Nicola, Rivello (PZ),  (XVII sec.)
- Testa di San Giovanni Battista, Musée des
- Re Mida, Dorotheum,
- Santa Teresa di Gesù confortata dagli angeli, Museo di belle arti di Valencia
- Visione della collana di Santa Teresa, Real Academia de Bellas Artes de San Fernando, Madrid
- Santa Lucia si prepara al martirio, Real Academia de Bellas Artes de San Fernando, Madrid
- Sant'Agata, Museo del Prado, Madrid
- Sant'Agata nella sua cella, Museo del Prado, Madrid
- San Gaetano davanti alla Sacra Famiglia, Museo del Prado, Madrid
- San Gaetano offerto alla Vergine da sua madre, Museo del Prado, Madrid
- La morte di San Gaetano, Museo del Prado, Madrid
- La morte di Cleopatra, Museo del Prado, Madrid
- L'ascensione di San Gennaro, Museo del Prado, Madrid
- Donne gladiatori, Museo del Prado, Madrid
- San Gaetano rifiuta le offerte del conte Antonio Caracciolo d'Oppido, Museo del Prado, Madrid
- Santa Rosalia, olio su tela, Museo del Prado, Madrid
- Incontro di Isacco e Rebecca, Museo del Prado, Madrid
- Maddalena penitente, Museo del Prado, Madrid
- Maddalena penitente, Museo dell'Ermitage, San Pietroburgo
- Maddalena penitente, Museo nazionale delle belle arti, Rio de Janeiro
- Maria Maddalena penitente, Museo Nazionale di Varsavia
- Maddalena penitente, Museo nazionale d'arte medievale e moderna della Basilicata, Matera
- Giuseppe gettato nella cisterna dai fratelli, Museo Cantonale di Belle Arti di Losanna
- Madre di Dio e San Michele con la bilancia, Führermuseum, Linz
- Trionfo di David, Musée d'art et d'histoire di Ginevra
- Adorazione dei Magi, Art Gallery of New South Wales, Sydney
- Crocifissione, Gemäldegalerie, Berlino
- Lot e le sue figlie, Museo nazionale delle belle arti, Rio de Janeiro
- Marta e Maria, Museo Puškin delle belle arti, Mosca
- Santa Maria Maddalena, Harvard Art Museums, Università di Harvard
- Flagellazione di Cristo, Schleißheim State Gallery, Oberschleißheim
- Flagellazione di Cristo, Schleißheim State Gallery, Oberschleißheim
- Il Lamento, Art Institute of Chicago, Chicago
- La Resurrezione di Lazzaro, Indianapolis Museum of Art, Indianapolis
- Adorazione dei pastori, Kunsthistorisches Museum, Vienna
- Immacolata, Museo de Salamanca, Salamanca
- Giona predica al popolo di Ninive, Museo di belle arti di Siviglia
- San Gennaro, Museo Nacional de San Carlos, Delegazione Cuauhtémoc, Città del Messico
- David con la testa di Golia', Los Angeles County Museum of Art, Los Angeles
- Madonna del Rosario, in comodato alla Pinacoteca di Palazzo Amaduri a  Gioiosa Jonica
- Pietà, olio su tela, Museo Diocesano di Bari.
- Redentore benedicente, olio su tela, di Andrea Vaccaro (pittore napoletano del '600) Museo Archeologico Nazionale Collezione Ricciardi Taranto.
- Incontro di Tobia con l'arcangelo Raffaele, Museu nacional d'art de Catalunya, Barcellona.
- Tobia guarisce il padre cieco, Museu nacional d'art de Catalunya, Barcellona.
- Raguel benedice sua figlia Sarah prima di partire per Ecbatane con Tobias, Museu nacional d'art de Catalunya, Barcellona.
- Tobia e il pesce, Museu nacional d'art de Catalunya, Barcellona.
- Madonna degli Angeli, olio su tela (cm 325x200), Convento dei Cappuccini, Vico del Gargano.
- Annunziata, olio su tela (cm 102x76), Convento dei Cappuccini, Vico del Gargano
- Angelo, olio su tela (cm 102x76), Convento dei Cappuccini, Vico del Gargano
- Maddalena, Galleria Regionale Palazzo Abatellis, Palermo.
- Madonna, dipinto documentato nella raccolta di Antonio Lucchesi-Palli della galleria di Palazzo Campofranco di Palermo.[3]
- Incredulità di San Tommaso, olio su tela, collezione privata
- Battesimo di Cristo olio su tela, seconda metà del XVII secolo, chiesa di San Giovanni Battista, Cropani (Catanzaro).
- Pan e Siringa, fine anni '40, inizi anni '50 del '600, olio su tela, 215 x 165 cm, Collezione privata
- Martirio di sant'Agata, olio su tela, Museo Fabrè, Montpellier
- Pietà, olio su tela, Museo Correale di Terranova di Sorrento
- Sant'Agata in carcere, olio su tela, Museo Nazionale d'Abruzzo, L'Aquila

### Napoli

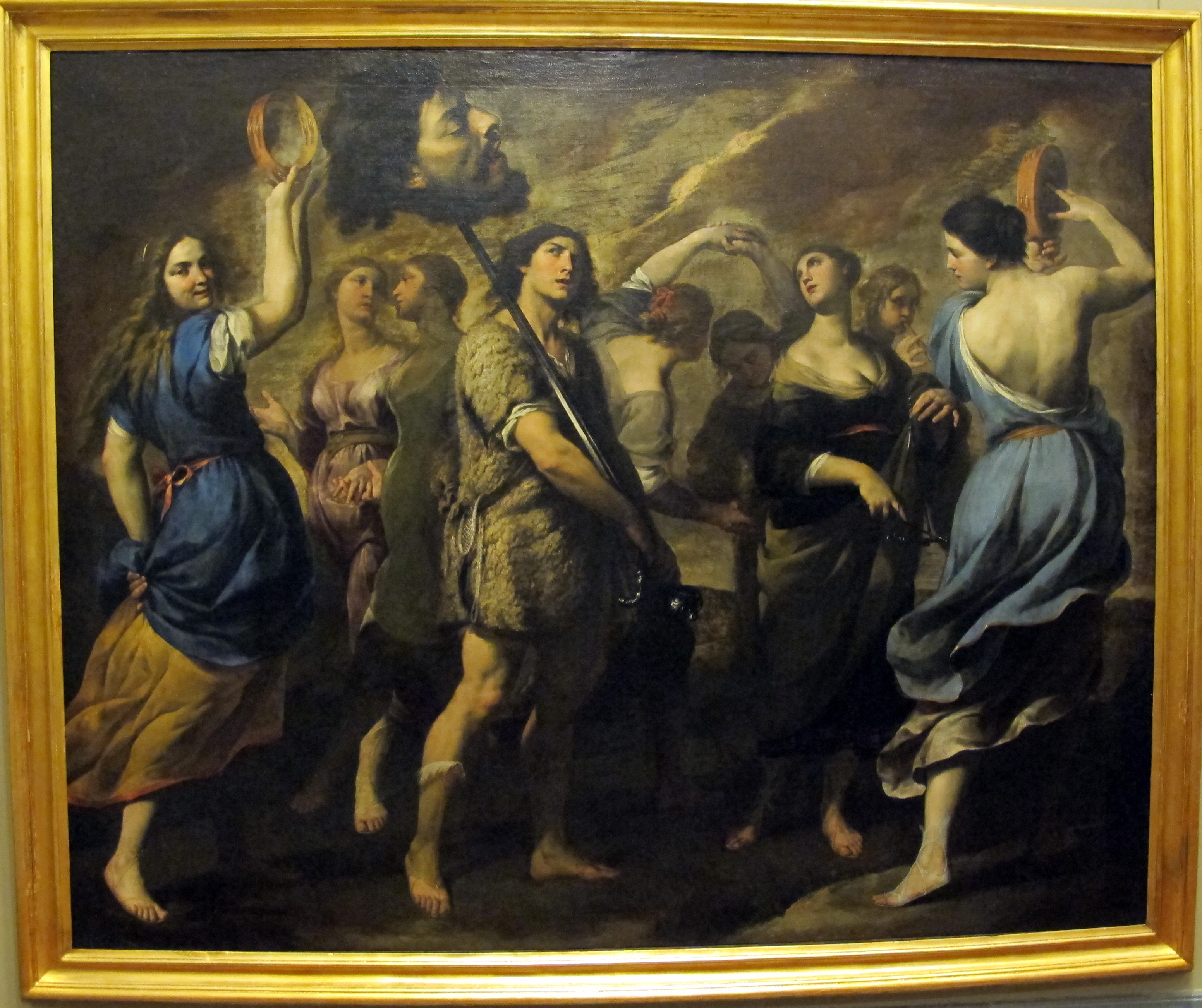
Trionfo di David, Museo Nazionale di Capodimonte, Napoli

- Compianto sul Cristo morto, olio su tela (cm 126x177), Museo Diocesano di Napoli
- Madonna e santi, olio su tela, Chiesa di Santa Maria delle Grazie a Caponapoli
- Martirio di san Bartolomeo, olio su tela (cm 159x179), Museo Diocesano di Napoli, dall'Arciconfraternita dell'Immacolata Concezione in Sant'Eframo Nuovo
- Transito di san Giuseppe , olio su tela, Chiesa di Santa Maria delle Anime del Purgatorio ad Arco
- Madonna con il Bambino e San Felice da Cantalice, olio su tela, Basilica di San Pietro ad Aram
- Madonna col bambino e i santi Antonio e Rocco , olio su tela, Chiesa di San Potito
- San Michele Arcangelo, olio su tela, Oratorio della Confraternita dei Bianchi di Sant'Antonio in San Severo fuori le mura
- Comunione di santa Maria Egiziaca, olio su tela, Chiesa di Santa Maria Egiziaca a Forcella, Napoli
- Trinità con la Vergine e san Giuseppe, olio su tela 1660 circa, Chiesa di Santa Maria dei Miracoli
- Tentazione di Cristo nel deserto, olio su tela 1641, già Chiesa di Santa Maria della Sapienza, ora in deposito
- Sposalizio mistico di santa Caterina d'Alessandria; L'Apparizione di Cristo a Santa Caterina da Siena, olii su tela, 1659, Basilica di Santa Maria della Sanità
- Madonna del rosario, olio su tela, Chiesa di San Giuseppe Maggiore dei Falegnami
- Madonna col bambino e san Nicola, olio su tela, Chiesa di Santa Maria della Purità degli Orefici
- Crocifisso, olio su tela, Chiesa di Santa Teresa a Chiaia
- Madonna col bambino e san Luca, olio su tela 1666, già Chiesa di San Giovanni Battista delle Monache, ora in deposito
- Santa Lucia, olio su tela, Basilica di san Giacomo degli Spagnoli
- Calvario; Sposalizio mistico di santa Caterina d' Alessandria, olii su tela, Complesso della Santissima Trinità dei Pellegrini
- Pietà, olio su tela, Pinacoteca del Pio Monte della Misericordia
- Sant'Agata, olio su tela, Museo civico Gaetano Filangieri
- Adorazione dei pastori, Il Sacrificio di Isacco, olii su tela, Quadreria dei Girolamini
- Incontro tra Rachele e Giacobbe, Orfeo e le Baccanti, La strage degli innocenti, oli su tela, Palazzo Reale
- Maddalena, olio su tela (1636), Certosa di San Martino
- Storie di sant'Ugo, olio su tela, Museo di San Martino
- Resurrezione di Lazzaro, L'Adorazione dei pastori, olii su tela, Collezione Leonetti
- Martirio di san Sebastiano, olio su tela, Chiesa di Santa Maria degli Angeli alle Croci
- Martirio di san Sebastiano, olio su tela, Museo nazionale di Capodimonte
- San Sebastiano, olio su tela, 1650 circa, 277x200, Casa Comunale di San Sebastiano al Vesuvio(NA)[4]
- Rinaldo e Armida, olio su tela, Museo nazionale di Capodimonte
- Susanna e i vecchioni, olio su tela, Museo nazionale di Capodimonte
- Trionfo di David, olio su tela, Museo nazionale di Capodimonte
- Adorazione del vitello d'oro, olio su tela, Museo nazionale di Capodimonte
- Immacolata, olio su tela, Chiesa Nuova dell'Immacolata nel Complesso monastico di Suor Orsola Benincasa
- Santa Marta, olio su tela, Chiesa di Santa Marta (terminata dal figlio Nicola)
- La Decollazione di San Giovanni Battista, olio su tela, Chiesa di San Giovanni Battista a Marianella (terminata dal figlio Nicola)